# Centro Juventud Sionista
El Centro Juventud Sionista, o simplemente Sionista, es una institución deportiva fundada el 25 de mayo de 1930 en la ciudad de Paraná, en la provincia de Entre Ríos (Argentina). Su disciplina más destacada es el baloncesto.
El color de su camiseta principal es celeste con vivos blancos y su segunda camiseta es opuesta a la primera, blanco con vivos celestes. La sede social se encuentra ubicada en Calle Enrique Carbó 149 de la ciudad de Paraná. Disputa sus encuentros como local en el Estadio Moisés Flesler, con capacidad para 2150 espectadores.
Su máximo logro deportivo fue la obtención del título en el Torneo Nacional de Ascenso 2005-06, que le valió el ascenso a la Liga Nacional de Básquet, máxima categoría, en la cual se mantuvo diez temporadas consecutivas. En primera, Sionista logró llegar dos veces a las semifinales y ha participado del Torneo Súper 8 en tres ocasiones, 2006, 2007 y 2009. En 2016 pierde el play-off por el descenso ante Lanús y desciende al Torneo Nacional de Ascenso. Pasado este descenso, el club dejó de participar en torneos de la AdC, incluyendo la renuncia a la plaza en el TNA, la cual cedió mediante una alianza de por medio a Villa San Martín de Chaco.

## Historia
El Centro Juventud Sionista fue fundado el 25 de mayo de 1930 por un grupo de jóvenes interesados en llevar adelante proyectos deportivos, culturales y sociales para la colectividad judía y vinculantes con la comunidad local. Ese mismo año se afilió a la Federación Entrerriana de Básquetbol. En el año 1980 se incorpora el voleibol. El ajedrez se une a las disciplinas existentes en el año 1990.
Sionista logró coronarse campeón del torneo organizado por la Asociación Paranaense de Básquet en 1996 y en 1997.[cita requerida]

### Ascenso al TNA
Sionista participó en varias temporadas de la Primera Nacional "B", o popularmente conocida como "Liga B". Logró acceder a esa categoría en 1999, cuando fue campeón de la "Liga Provincial de Clubes". En la temporada 2002/03, además de disputar la Liga B, participó en la primera edición de la Copa Argentina, certamen de pretemporada oficial. En esa competencia no logró pasar la primera ronda, al caer en la sumatoria de partidos ante Belgrano de San Nicolás. Sin embargo, esa sería la última temporada del equipo en Liga B, ya que logró ascender al Torneo Nacional de Ascenso al vencer en una semifinal a Unión de Sunchales. En la final por el campeonato, cayó ante Olimpia de Venado Tuerto, pero aun así logró subir de categoría.

### Primeras temporadas en el TNA
Sionista comenzó la temporada 2003/04 disputando la Copa Argentina 2003 en lo que fue su segunda participación, quedando eliminado en la primera fase ante Obras perdiendo los dos partidos. En el Torneo Nacional, Sionista, dirigido por Sebastián Svetliza, jugó el TNA 2, donde terminó quinto y fuera de la segunda fase.
En la Copa Argentina 2004 nuevamente quedó eliminado en la primera etapa, esta vez ante Boca Juniors. Para el Torneo Nacional de Ascenso 2004/05 el equipo estuvo conformado por Santiago Vesco, Salvador Bahler, Emiliano Martina y Martín Dobry, que continuaron de la pasada temporada, y Juan Pablo Cantero, Oscar Heis y Alejandro Zilli como refurezos. Además, Svetliza continuó como técnico. Tras la primera fase, terminó dentro de los primeros cuatro del TNA 1 y accedió a los cuartos de final, donde se enfrentó a Olimpia de Venado Tuerto. Tras superar al elenco que supo ser campeón nacional y sudamericano, quedó eliminado a manos de Ciclista Juninense, elenco que logró el ascenso.
En el 2005 tuvo su mejor actuación en la Copa Argentina. Primero eliminó a Regatas Corrientes al ganarle los dos partidos, y luego empató con Atenas en una serie 1 a 1, pero por diferencia de tantos, con 10 más a favor que el rival, avanzó de fase donde quedaría eliminado ante Libertad de Sunchales, equipo que accedió al cuadrangular final de la copa. En el TNA 2005-06 el equipo terminó jugando el TNA 2, desde donde accedió a la reclasificación, ante la fusión Racing-Pedro Echagüe, a la cual eliminó en cuatro partidos. Luego eliminó a Gimnasia de La Plata para así llegar a una final por el ascenso ante Club de Regatas San Nicolás. Tras vencer al elenco nicoleño y lograr el ascenso, se enfrentó a Quimsa para determinar el campeón del torneo. Tras vencer a Quimsa en tres juegos, Sionista logró su primer título en el básquet profesional argentino.
El equipo campeón estuvo conformado por Pedro Franco, Oscar Heis, Todd Williams, Emiliano Martina, Alejandro Zilli, Santiago Vesco, Juan Salvador Bahler, Daniel Hure, Martín Dobry y Marcelo Bondarenco. El técnico era Sebastián Svetliza.

### Temporadas en la LNB
Sionista comenzó la temporada 2006-07 jugando la Copa Argentina, la cual tuvo un nuevo formato, con una fase de grupos, en la cual compartió zona con Belgrano de San Nicolás, Regatas de San Nicolás y Echagüe de Paraná. Con cinco ganados y una sola derrota, avanzó a semifinales, donde fue eliminado por Regatas Corrientes.
En la Liga Nacional comenzó de la mejor manera posible, logrando nueve victorias y cinco derrotas, clasificando así al Súper 8 2006, además de ser su primer Súper 8. A pesar de sus buenos resultados, en Neuquén no pudo pasar del primer partido, perdiendo por uno ante Boca Juniors. En la fase nacional, el equipo bajó el rendimiento y terminó en la novena posición, accediendo a la reclasificación donde Deportivo Madryn.
La siguiente temporada lo tuvo segundo en el grupo de Copa Argentina, sin avanzar de fase. En la Liga Nacional terminó tercero en la primera fase, clasificando por segundo año consecutivo al Súper 8, donde llegó a semifinales y cayó ante Libertad de Sunchales, que más tarde sería campeón. En la fase nacional de la liga terminó noveno, y en la reclasificación quedó eliminado ante Obras Sanitarias.
En la Copa Argentina de Básquet 2008, comenzando una nueva temporada, el equipo no avanzó de fase, mientras que en la Liga Nacional no clasificó al Súper 8, pero en la fase nacional terminó quinto, y avanzó en la reclasificación, donde eliminó a Quilmes de Mar del Plata para más tarde eliminar a Gimnasia de Comodoro Rivadavia y así llegar a semifinales por primera vez en su historia. Atenas de Córdoba fue el rival en dicha instancia, y el equipo "griego" eliminó a Sionista en calidad de visitante, tras ganar el tercer partido de la serie.
En el 2009 llegó al cuadrangular final de la Copa Argentina jugado en Trelew. El equipo no logró ninguna victoria y terminó cuarto en el torneo. Logró clasificar al Súper 8 donde cayó ante Peñarol, que más tarde fue campeón. En la Liga Nacional logró su mejor marca, tercero, clasificando así a cuartos de final de manera directa y a la primera edición del Torneo Interligas. En cuartos eliminó a Quimsa y en semifinales se enfrentó nuevamente a Atenas. Esta vez, la serie duró cinco partidos, ganando el "griego" el último encuentro.
En el 2010, quedó eliminado en semifinales de la Copa Argentina. En la Liga Nacional tampoco tuvo buenos resultados, perdiendo 9 de 14 en la primera fase y 20 de 30 en la segunda, debiendo jugar la permanencia ante El Nacional Monte Hermoso. Tras ganar el primer juego como visitante, perdió el segundo en Monte Hermoso y la serie viajó a Paraná, donde Sionista ganó el tercer partido por dos puntos de diferencia (80 a 78) para ganar el cuarto juego y así mantener la categoría.
La temporada 2011-12 no tuvo Copa Argentina, comenzó directamente con la Liga, donde el equipo paranaense terminó con 50% de eficacia, 7 victorias sobre 14 partidos y no logró clasificar al Súper 8 por decisión de la organización. En la segunda fase mejoró su rendimiento, ganando 17 de 30 partidos y terminando sexto y con ventaja de localía para la reclasificación. En dicha instancia, enfrentó a Bahía Blanca Basket, equipo que lo eliminó al ganar los tres primeros juegos.
En la Liga Nacional 2012-13 nuevamente cerró la primera fase sin clasificar al Súper 8, y en la segunda fase logró el ganar 15 de 30 partidos, lo cual lo emparejó con Atenas, equipo con el que ya había disputado instancias eliminatorias, todas ganadas por "el griego". Esta serie nuevamente fue ganada por el cuadro cordobés.
En su octava temporada en la máxima división, el equipo terminó fuera del Súper 8 y octavo en la segunda fase, quedando eliminado ante Quilmes en tres partidos. En la novena temporada, donde hubo un cambio radical en el torneo en comparación con las anteriores temporadas, Sionista queda eliminado en cuartos de final de conferencia, u octavos de final a nivel nacional, a manos de Quimsa.
En su décima participación comenzó de manera prometedora, cerrando la primera fase con igual cantidad de victorias y derrotas tras un arranque de cuatro victorias consecutivas. Durante la segunda fase, el equipo bajó el nivel y terminó con tan solo once victorias en treinta y ocho encuentros, finalizando último de su conferencia, la norte, a falta de disputarse tres partidos. Tal fue la devacle del equipo que el entrenador Sebastián Svetliza renunció a su cargo a mitad del torneo y fue reemplazado por Miguel Volcán Sánchez. Este último puesto lo llevó a disputar un play-off ante el último de la conferencia sur para definir el descenso. El rival fue Lanús, que con ventaja de localía, derrotó a Sionista en el primer partido y, si bien el equipo paranaense ganó el segundo juego, el elenco bonaerense ganó los dos juegos en Paraná y condenó al descenso al equipo local. En esas diez temporadas, Sionista disputó 515 partidos con 236 victorias y 276 derrotas. Además, Daniel Hure fue el jugador que más partidos disputó mientras que Alejandro Zilli resultó ser el goleador del equipo. Terminada esta participación, se puso en duda su continuidad en el baloncesto nacional, confirmado por el mismísimo presidente de la institución Marcelo Svetliza. Más tarde, se ratificó la baja del club del TNA, cerrando el ciclo en los torneos profesionales. En septiembre de 2016 se oficializó una alianza entre Sionista y el Club Villa San Martín de Chaco para ceder la plaza del equipo paranaense al chaqueño, quienes acceden al Torneo Nacional de Ascenso.

### Liga Federal de Básquetbol
En 2023, tras salir  subcampeón de la Conferencia 2 del Torneo Prefederal de Básquet 2022 de Entre Ríos, participa de la Liga Federal de Básquetbol 2023, forma parte del Grupo 1, de la Conferencia Litoral, tras finalizar en la quinta posición y avanzar dos etapas de play-in, queda eliminado en la etapa de Play-off de Conferencia frente a Club Atlético Provincial (Rosario), quien finalmente sería uno de los ascendidos.
 
En 2024, tras consagrarse campeón de la Conferencia 3 “Región Dos Orillas” del Torneo Prefederal 2023, vuelve a participar de la Liga Federal de Básquetbol.

## Uniforme
Primer Uniforme: Celeste con detalles blanco
Segundo Uniforme: Blanco con detalles celeste

## Instalaciones

### Estadio Moisés Flesler
Nombre: Moisés Flesler
Dirección: Carbó 149 - Paraná
Capacidad: 2150 espectadores

## Jugadores destacados
- Daniel Hure, más partidos disputados en Liga Nacional. (ganador del shoot out contest (competencia de triples) del FIBA 3x3 World Cup 2014).
- Alejandro Zilli, más cantidad de puntos y rebotes en Liga Nacional.
- Juan Pablo Cantero, más asistencias en Liga Nacional.
- Chukie Robinson
- Luis Cequeira
- Mariano Byró
- Darren Phillip
- Javier Martínez

## Entrenadores
- Sebastián Svetliza (2003-2016)
- Miguel Volcán Sánchez (2016)

## Datos del club
- Temporadas en Liga Nacional de Básquet: 10 (2006-07 a 2015-16)
  - Mejor puesto en la liga: 3.° y semifinalista. (de 16, en 2009-10)
  - Peor puesto en la liga: 10.° (de conferencia), 20.°, último (en tabla general tras perder el partido por la permanencia) (en 2015-16).
- Temporadas en Torneo Nacional de Ascenso: 3 (2003-04 a 2005-06)
  - Mejor puesto en la liga: 1.º, campeón y ascendido. (de 16, en 2005-06)
  - Peor puesto en la liga: 13.° (de 16, en 2003-04)
- Temporadas en tercera división: 6
  - Temporadas en la Liga B (1999-2000 a 2002-03)
  - Temporadas en La Liga Federal (básquetbol) 2023, 2024

## Palmarés
- Torneos nacionales oficiales
  - Campeón Torneo Nacional de Ascenso 2005-06.
- Otros torneos regionales y/o amistosos
  - Campeón del Torneo de la "Asociación Paranaense de Básquet" en 1996, 1997, 2000, 2001 (Apertura y Clausura), 2002 (Apertura), 2005 (Clausura), 2007 y 2011 (apertura).
  - Campeón del Torneo "Dos Orillas" 2008.

## Otros deportes
El centro además fomenta el voleibol para adultos, la gimnasia femenina para adultas, gimnasia femenina para la tercera edad y gimnasia masculina para la tercera edad, además de tener un gimnasio de pesas, escuelita de iniciación deportiva para niños de entre 6 y 7 años, voleibol femenino para adultas, fútbol para mayores y fútbol infantil para niños de 4 a 12 años.